# Гемпстед (Техас)
Гемпстед (англ. Hempstead) — місто (англ. city) в США, в окрузі Воллер штату Техас. Населення — 5430 осіб (2020).

## Географія
Гемпстед розташований за координатами 30°5′49″ пн. ш. 96°4′45″ зх. д. / 30.09694° пн. ш. 96.07917° зх. д. (30.096955, -96.079038).  За даними Бюро перепису населення США в 2010 році місто мало площу 14,38 км², з яких 14,36 км² — суходіл та 0,03 км² — водойми. В 2017 році площа становила 15,90 км², з яких 15,87 км² — суходіл та 0,03 км² — водойми.

## Демографія
Згідно з переписом 2010 року, у місті мешкало 5770 осіб у 2010 домогосподарствах у складі 1360 родин. Густота населення становила 401 особа/км².  Було 2220 помешкань (154/км²).
Расовий склад населення:
| - 38,9 % — чорних або афроамериканців - 36,8 % — білих - 1,4 % — корінних американців - 0,6 % — азіатів - 0,1 % — вихідців з тихоокеанських островів - 20,2 % — осіб інших рас |

До двох чи більше рас належало 2,2 %. Частка іспаномовних становила 37,4 % від усіх жителів.
За віковим діапазоном населення розподілялося таким чином: 30,6 % — особи молодші 18 років, 60,2 % — особи у віці 18—64 років, 9,2 % — особи у віці 65 років та старші. Медіана віку мешканця становила 27,9 року. На 100 осіб жіночої статі у місті припадало 95,0 чоловіків;  на 100 жінок у віці від 18 років та старших — 90,4 чоловіків також старших 18 років.
Середній дохід на одне домашнє господарство  становив 38 081 долар США (медіана — 33 188), а середній дохід на одну сім'ю — 44 023 долари (медіана — 35 288). Медіана доходів становила 31 091 долар для чоловіків та 24 673 долари для жінок. За межею бідності перебувало 36,5 % осіб, у тому числі 42,3 % дітей у віці до 18 років та 18,9 % осіб у віці 65 років та старших.
Цивільне працевлаштоване населення становило 2480 осіб. Основні галузі зайнятості: роздрібна торгівля — 23,5 %, освіта, охорона здоров'я та соціальна допомога — 20,3 %, виробництво — 10,6 %, мистецтво, розваги та відпочинок — 9,0 %.